# Detektor kolorów
Detektor kolorów – urządzenie elektroniczne lub (rzadziej) program na telefon komórkowy, przeznaczone dla osób niewidomych, informujące o barwie badanego obiektu. Poszczególne modele detektorów różnią się liczbą rozpoznawanych barw, która może wynosić od kilkunastu kolorów do około półtora tysiąca odcieni. Urządzenia te są też często wyposażone w dodatkowe funkcje, jak np. czujnik światła (niemal każdy model) lub porównywanie barw dwóch obiektów. Detektory kolorów są urządzeniami codziennego użytku. Ich najczęstsze zastosowanie to rozpoznawanie barwy wkładanych ubrań.